# Södra Hestra församling
Södra Hestra församling var en församling i Östbo-Västbo kontrakt, Växjö stift och Gislaveds kommun. Församlingen ingick i Burseryds pastorat. Församlingen uppgick 2014 i Burseryds församling. 
Församlingskyrka var Södra Hestra kyrka.

## Administrativ historik
Församlingen har medeltida ursprung. Före den 1 januari 1886 (ändring enligt beslut den 17 april 1885) var namnet Hestra församling.
Församlingen var till 1962 moderförsamling i pastoratet (Södra) Hestra och Gryteryd. Från 1962 till 2014 var församlingen annexförsamling i pastoratet Burseryd, Sandvik (uppgick 1995 i Burseryds församling), Södra Hestra och Gryteryd.
Församlingen uppgick 2014 i Burseryds församling. 

## Församlingshemmet
I församlingshemmet 1970 bygger Västbo Orgelbyggeri, Långaryd en mekanisk orgel.
| Manual       | Pedal   | Koppel  |
| Gedackt 8'   | Bihängd | Man/Ped |
| Rörflöjt 4'  |         |         |
| Principal 2' |         |         |
| Nasat 1 1/3' |         |         |